# Ouistreham (film)
Ouistreham is een Franse film van Emmanuel Carrère die werd uitgebracht in 2021. De film heeft als alternatieve titel Entre deux mondes.
Het scenario is gebaseerd op het autobiografisch verhaal Le Quai de Ouistreham (2010) van de journaliste Florence Aubenas.

## Verhaal
Marianne Winckler is een schrijfster uit Parijs. Voor haar volgende boek is ze van plan undercover te gaan in de onderkant van de samenleving: de wereld van de precaire en onderbetaalde arbeid die voornamelijk door laaggeschoolden wordt verricht. 
Ze reist af naar Ouistreham, een Normandisch havenstadje ten noorden van Caen. Ze vestigt zich er en gaat een job zoeken bij het arbeidsbureau Pôle-Emploi. Ze wordt tewerkgesteld in de haven en wordt opgenomen in een ploeg losse (voornamelijk vrouwelijke) werkkrachten die als schoonmaaksters werken in de 'Hel van Ouistreham': het in een 'hels' tempo poetsen van de ferry's die de verbinding tussen Ouistreham en Portsmouth verzekeren. Marianne verzwijgt haar ware identiteit en vertelt haar collega's dat ze jarenlang een kinderloze huisvrouw is geweest en dat ze nu een job nodig heeft, omdat haar man haar heeft laten zitten.
Gaandeweg maakt ze niet alleen kennis met de harde werkomstandigheden van de onderklasse, maar ze ontdekt en ervaart ook het wederzijds vertrouwen, solidariteit en vriendschap die hen recht houdt.

## Rolverdeling
| Acteur              | Personage                     |
| ------------------- | ----------------------------- |
| Juliette Binoche    | Marianne Winckler             |
| Hélène Lambert      | Christèle Thomassin           |
| Louise Pociecka     | Louise                        |
| Steve Papagiannis   | Steve                         |
| Aude Ruyter         | de consulente van Pôle-Emploi |
| Jérémy Lechevallier | Eric                          |
| Léa Carne           | Marilou                       |
| Émily Madeleine     | Justine Leroy                 |
| Patricia Prieur     | Michèle                       |
| Didier Pupin        | Cédric                        |